# Skaddal
Skaddal, indijansko pleme isprva naseljeno na rijeci Klickitat, a kasnije nasuprot Selah Creeka u Washingtonu. U vrijeme njihovog kontakta s ekspedicijom Lewisa & Clarka (1806.) imali su 200 osoba. Godine 1846. spominje ih Robertson kao Saddals Indians i navodi da ih ima 400. 
Skaddali su bili lovci na jelene i losove i trgovali su s plemenima Eneeshur i Skilloot za ribu. Mooney ih klasificira kao jednu od bandi Pisquows (Wenatchee) Indijanaca, porodica Salishan.